# Río Aa
El río Aa es un corto río de la antigua región de Flandes en el norte de Francia (límite suroeste del llamado actualmente Flandes francés). Nace en las colinas de la región de Artois, cerca de la pequeña población de Bourthes, y tras atravesar los departamentos Paso de Calais y Norte, desemboca en el mar del Norte cerca de la localidad de Gravelinas. Su nombre deriva del término latín aqua (agua) o de los idiomas escandinavos aa/ å  para señalar un curso de agua.

## Geografía
Parte de su curso sirve de frontera entre los departamentos Paso de Calais y Norte. Las principales poblaciones que atraviesa son Saint-Omer y Gravelinas. 
El río presenta dos tramos diferenciados. El primero, desde su nacimiento hasta Saint-Omer, se trata de una versión miniatura del río Somme. El segundo, desde Saint-Omer hasta su desembocadura, es un tramo navegable en el que se han construido diversos canales, como los que conducen a Calais y Dunkerque o el canal de Neuffossé que parte hacia el sistema interior de canales francés.
Sus principales afluentes son el Bléquin y el Thiembronne.

## Historia
En sus alrededores se han encontrado restos de antiguos asentamientos vikingos. En el siglo XVI marcaba la frontera de Francia y las posesiones españolas de los Países Bajos.
Entre 1985 y 1995, fue uno de los ríos más contaminados de Francia, en particular, entre Blendecques y aguas abajo de Saint-Omer. Esta situación mejoró considerablemente con la ayuda de diferentes organismos, sin embargo, la contaminación de origen agrícola se ha incrementado drásticamente.